# 無厘取鬧
《無厘取鬧》是一個美國的電視節目，於2000年至2002年間在MTV頻道播放，節目內容以一群人演出各種危險、荒謬、自殘的特技和搞笑演出（pranks）。本節目成為演出人員強尼·諾克斯威爾（Johnny Knoxville）和班·馬杰拉（Bam Margera）進軍電視和演員事業的跳板。在電視節目播映完畢後，分別於2002年、2006年、2010年2013年推出了四部電影作品，由派拉蒙影業發行，都获得了优秀的票房成绩。

## 節目歷史
這個節目是由《老大哥雜誌》（Big Brother Magazine）開始發展，該雜誌是以滑板為主題的幽默雜誌，許多節目的成員和工作人員都在這本雜誌工作過，包括導演兼製作人傑夫·屈曼（Jeff Tremaine）、攝影師瑞克·克西克（Rick Kosick），以及成員克里斯·朋提斯（Chris Pontius），而強尼·諾克斯威爾和戴夫·英格蘭（Dave England）等人也經常在雜誌中出現。《無厘取鬧》最早的構想來源可追溯回1999年，強尼·諾克斯威爾當時只是沒沒無聞的演員作家，他想出以自己來測試各種不同的自衛裝置作為專欄文章的主要內容。於是他向多本雜誌提出企劃，但都遭到回絕，直到他與《老大哥雜誌》的傑夫·屈曼碰面。傑夫雇用他成為雜誌的專欄作者，並建議他將測試的過程和其他特技演出錄製下來。而諾克斯威爾被電擊棒、胡椒噴霧等武器攻擊，甚至在穿著防彈背心的情況下被槍擊的影片出現在《老大哥雜誌》的滑板電影第二集中，讓強尼很快的成為知名人物。
強尼在替《老大哥雜誌》進行的公路旅行中，認識了班·馬杰拉，兩人很快成為好友。在滑板之外，班·馬杰拉發行了一部名為《CKY》的滑板電影，內容以他和朋友在賓州的切斯特演出各種滑板技巧和特技為主。傑夫·屈曼看到了這部影片，於是延攬班和他的工作人員成為日後《蠢蛋搞怪秀》的節目班底。

## 演出人員
雖然節目的演出成員經常被歸類為一整個團體（troupe），但實際上許多部份是由不同的小組所進行拍攝。主要的小組包括「洛杉磯幫」的諾克斯威爾、朋提斯、史提夫-歐（Steve-O）、普里斯頓·萊西（Preston Lacy）和小矮（Wee Man），以及賓州切斯特縣的《CKY》成員，包括馬杰拉、狄卡米洛（DiCamillo）、瑞克（Rake）、杜恩（Dunn）和瑞比（Raab）。此外戴夫·英格蘭（Dave England）和麥吉海（McGhehey）也經常單獨在奧勒岡進行節目的拍攝。

### 主要演員
- 強尼·諾克斯威爾（Johnny Knoxville）
- 班·馬杰拉（Bam Margera）
- 布蘭登·狄卡米洛（Brandon DiCamillo）
- 克里斯·朋提斯（Chris Pontius）
- 戴夫·英格蘭（Dave England）
- Steve-O（小史）
- 瑞恩·鄧恩（Ryan Dunn）
- 艾倫·麥吉海（危險阿倫，Ehren McGhehey）
- 普里斯頓·萊西（Preston Lacy）
- 小矮（Wee Man，本名 Jason Acuña）
- 傑夫·屈曼（Jeff Tremaine）

### 其他演員和製作團隊
- 瑞克·約恩（Rake Yohn，又稱：Theodore Webb）
- 傑夫·屈曼（Jeff Tremaine）
- 克里斯·瑞比（Chris Raab），又稱「瑞比他自己」（Raab Himself）
- 史派克·瓊斯（Spike Jonze），節目創作者之一
- Dimitry Elyashkevich，主要的製作人和攝影師
- Phil Margera 和 April Margera，班的父母，他們通常是節目中特技的受害者
- Jess Margera，班的哥哥
- Vincent "Don Vito" Margera，班的叔叔
- Manny Puig，動物專家
- Lance Bangs，攝影師
- 瑞克·克西克（Rick Kosick），攝影師
- Knate Gwaltney，攝影師
- Greg Iguchi，攝影師
- Sean Cliver，製作人
- Mike Kassak
- J2（Jason Raumus）
- 史蒂芬妮·荷吉（Stephanie Hodge），節目中唯一的女性演出成員，在多次受傷後退出團隊
- Loomis Fall

### 曾出現過的名人
- 東尼·霍克（Tony Hawk），職業滑板運動家，和班·馬杰拉一起演出「大迴旋」（the loop）
- 麥特·霍夫曼（Mat Hoffman），極限單車運動家（BMX）
- 布萊德·彼特（Brad Pitt），參與了「綁架」（Abduction）和「晚上的猴子2」（Night Monkey 2）演出
- 俠客·歐尼爾（Shaquille O'Neal），參與了其中一個橋段，在拍攝音樂錄影帶期間，他和小矮及史提夫-歐進行了「乾式磨蹭」（Dry humping）
- 「Camp Kill Yourself」樂團鼓手傑斯·馬杰拉（Jess Margera），在多集中皆有演出
- Fatlip，嘻哈歌手，曾在節目中從手扶梯滑下來
- 茹比·韋克斯（Ruby Wax）和麥斯米里恩·庫柏（Maximillion Cooper），參與「口香糖拉力賽」（Gumball Rally special）特別節目演出
- 吹牛老爹（Puff Daddy），嘻哈歌手，在片頭演出「我是強尼·諾克斯威爾，歡迎收看蠢蛋搞怪秀」（I'm Johnny Knoxville, welcome to Jackass）
- 昆頓·傑克森（Quinton Jackson），綜合格鬥運動家，在節目中傳授萊恩·杜恩（Ryan Dunn）格鬥技巧，但杜恩最後還是輸了比賽

## 爭議
從第一集開始，《無厘取鬧》就經常出現警告和免責聲明畫面，提示觀眾在節目中演出的特技都非常危險，一般人不應該任意模仿，MTV頻道也不會播出任何模仿這些特技的影帶。這樣的警告字樣不僅在節目的開始前和結束後都會出現，在某些特別危險的特技演出時也會以「跑馬燈」的方式在畫面底下移動顯示。然而，還是發生過數起青少年和兒童因模仿其中的橋段而引起的死亡或受傷意外，節目也受到指責。
在2001年1月29日，美國參議員喬·李伯曼指出康乃狄克州有一名13歲的青少年模仿了節目中的特技，因而受到重傷，造成他多處燒傷並陷入險境，參議員認為《無厘取鬧》和MTV頻道和此事件有所關連。李伯曼進一步在2001年2月7日致函給MTV頻道的母公司Viacom，要求該公司對播出的節目付起更大的責任，並且幫助父母們保護兒童的安全。而MTV頻道因此終止了在晚間十點以前所有《無厘取鬧》的播出時段，但李伯曼依然對節目採取持續性的抵制活動，更使得MTV頻道拒絕重播之後的數集《無厘取鬧》。MTV的這項措施惹惱了節目的演出和製作人員，他們批評MTV「屈服於李伯曼的命令之下」。
一個姓名與節目英文原名「Jackass」極相似的男子傑克·艾斯（Jack Ass）控告MTV並求償1,000萬美元，他宣稱節目製作單位盜用剽竊了他的名字。傑克·艾斯本名鮑伯·卡夫特（Bob Craft），他於1997年改名，在他的哥哥和朋友死於車禍意外中之後，他表示這是為了喚起對酒後駕車的注意。

## 電影作品

### 無厘取鬧：電影版(Jackass: The Movie)
在節目於電視上結束播出後，原本的班底在2002年重新集結，拍攝了一部完整長度的電影版本，名為《蠢蛋搞怪秀》（Jackass: The Movie）。2002年10月25日上映，本片的拍攝預算为500万美金，仅美国的票房就超过了六千万美金，全球79,493,831。

### 無厘取鬧(Jackass Number Two)
無厘取鬧（Jackass Number Two）在2006年9月22日於美國推出，由MTV電影製作，派拉蒙影業發行。预算为1150万美金，获得了8462万全球票房的佳绩。

### 無厘取鬧2.5(Jackass 2.5)
無厘取鬧2.5(Jackass 2.5)是一個帶有額外花絮的家庭影視版本。於2007年12月29~31日於Blockbuster.com和Hulu以免費撥放的方式發布到網路上，並於2007年12月26日發行DVD版本。

### 無厘取鬧3D(Jackass 3D)
蠢蛋搞怪秀3D（Jackass 3D）美国于2010年10月15日上映，预算2000万美金，全球票房为$169,987,212。

### 死蠢鬥一番3.5(Jackass 3.5)
Jackass 3.5 是2011年Jackass 3D的續集，類似Jackass 2.5的方式，使用Jackass 3D未使用的片段與劇組製作過程的拍攝花絮組成。

### 死蠢鬥一番之燥底耆兵(Jackass Presents: Bad Grandpa)
無厘取鬧:祖孫卡好（Jackass Presents: Bad Grandpa）2013年10月25日在北美上映，2014年3月7日在台灣上映。

### 無厘取鬧4(Jackass 4)
預計在2021年8月13日在北美上映。